# 카도와키 무기
카도와키 무기(일본어: 門脇 麦, 1992년 8월 10일 ~ )는 일본의 배우이다.
도쿄도 출신. 유마니테 소속.

## 내력
2011년, 드라마 《미사키 넘버 원!!》으로 데뷔. 데뷔 당시에는 블루밍 에이전시 소속이었다.

## 출연

### 드라마
- 미사키 넘버 원!! (2011년 1월 ~ 3월, 닛폰 TV) - 오오와다 무기 역
- 노다 상과 메리 크리스마스 (2011년 12월 24일, NHK 원 세그 2)
- 히토리시즈카 최종화 (2012년 11월 25일, WOWOW) - 사카와 마코토 역
- 제2악장 (2013년 4월 ~ 6월, NHK) - 엔도 스즈나 역
- 대하드라마 야에의 벚꽃 제44 ~ 49화 (2013년 11월 3일 ~ 12월 8일, NHK) - 야마모토 히사에 역
- 살고 싶어 살리고 싶어 (2014년 3월 11일, NHK) - 카나코 역
- 블랙 프레지던트 (2014년 4월 ~ 6월, 칸사이 TV) - 오카지마 유리 역
- 세일러복과 우주인 (에일리언)~지구에 남은 최후의 11인~ (2014년 6월 ~ 8월, 닛폰 TV) - 주연·미나세 노조미 역
- 싸우는 여자 (2014년 10월 ~ 11일, 후지 TV NEXT)
- 저물어 가는 여름 (2015년 1월 ~ 2월, WOWOW) - 아사쿠라 히로코 역
- 사치와 마유 (2015년 3월 17일, NHK) - 주연·나카야마 사치 역
- 연속 TV 소설 마레 (2015년 3월 ~ 9월, NHK) - 테라오카 미노리 역
- 탐정의 탐정 제7 ~ 최종화 (2015년 8월 20일 ~ 9월 17일, 후지 TV) - 린 역
- 여성 작가 미스터리즈 아름다운 세 가지 거짓말 제2화 〈염〉 (2016년 1월 4일, 후지 TV) - 이소자키 역
- 세계는 히바리를 기다리고 있다 (2016년 2월 6일 ~ 20일, NHK BS 프리미엄) - 쿠리하라 역
- 민왕 스페셜~새로운 음모~ (2016년 4월 15일, TV 아사히) - 나카타 카오루 역
- 저승사자입니다. (2016년 4월 ~ 6월, 닛폰 TV) - 오가와 치사토 역
- 몽타주 삼억 엔 사건 기담 (2016년 6월 25일 ~ 26일, 후지 TV) - 이노우에 카즈코 역

### 영화
- 리얼 술래잡기 3 (2012년, Thanks Lab.)
- 인터미션 (2013년, 〈인터미션〉 제작 위원회)
- 카사블랑카의 탐정 (2013년, 젊은 영화 작가 육성 프로젝트)
- 바닷가 마을에서 (2013년, 시네마☆임팩트)
- 스쿨 걸·콤플렉스-방송부 편- (2013년, SDP) - 주연·미츠즈카 치유키 역
- 사랑의 소용돌이 (2014년, 클록 워크스) - 여대생 역
- 사채꾼 우시지마 Part2 (2014년, 토호 영상 사업부/SDP) - 후지에다 아야카 역
- 샨티 데이즈 365일, 행복한 호흡 (2014년, 스루키토스) - 주연·혼자와 미쿠 역
- 어게인 28년 만의 코시엔 (2015년, 토에이) - 사나미 역
- 합장 (2015년, 쇼치쿠 미디어 사업부) - 후쿠하라 역
- 태양 (2016년, KADOKAWA) - 주연·이쿠타 역
- 늑대 소녀와 흑왕자 (2016년, 워너 브라더스 영화) - 산다 아유미 역
- 이중 생활 (2016년, 업링크) - 주연·시라이시 역
- 14의 밤 (2016년, SPOTTED PRODUCTIONS)
- 그들이 진심으로 엮을 때 (2017년, 스루키토스) - 유카 역
- 나미야 잡화점의 기적 (2017년) - 미즈하라 세리 역
- 코도모츠카이 (2017년) - 하라다 나오미 역
- 하나가타미 (2017년)
- 써니를 찾아서 (2018년)

### 무대
- 노란 달 (2012년 3월 14일 ~ 18일, 더 스즈나리) - 레이라 역
- 스트리퍼 이야기 (2013년 7월 ~ 8월) - 미치코 역
- K.템페스트 (2014년 10월 ~ 11월, 마츠모토 시민 예술관)
- 나는 신고 (2016년 12월 ~ 2017년 1월) - 주연·사토루 역

### CM
- 일본 코카 콜라 코카 콜라 크리스마스 해피니스 트럭 (2011년)
- 유니클로
  - WAKE UP (2012년 5월)
  - 플리스 (2012년 10월/2014년 10월)
- 쿠바라 혼케 그룹 기업 (2012년)
- 에자이 MTI 초콜라 BB Fe 차지×루나루나 (2013년 1월 ~ )
- 도쿄 가스 가스의 가면 (2013년 10월 ~ ) - 마이 역
- So-net NURO 빛 (2013년 10월 ~ )
- TRINITY ARTS niko and... (2014년 3월 ~ )
- 아사히 음료 로쿠죠 보리차 (2015년 3월 ~ )

### PV
- JUJU 〈Sign〉 (2012년 1월 25일)
- SHIKATA 〈말만으로는 부족하지만〉 (2012년 11월 7일)
- 타카하시 유 〈벚꽃 노래〉 (2016년 3월 9일)

## 수상
- 제6회 TAMA 영화상 최우수 신진 여우상 (《사랑의 소용돌이》 《사채꾼 우시지마 Part2》)[4]
- 제36회 요코하마 영화제 최우수 신인상 (《사랑의 소용돌이》 《사채꾼 우시지마 Part2》 《샨티 데이즈 365일, 행복한 호흡》)
- 제88회 키네마 준보 베스트 10 신인 여우상 (《사랑의 소용돌이》 《샨티 데이즈 365일, 행복한 호흡》 《사채꾼 우시지마 Part2》)[5]